# Gran Guerra Irmandiña

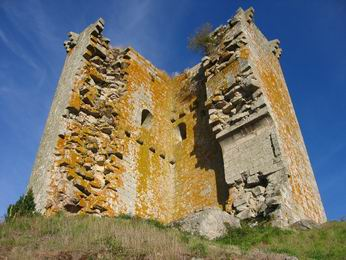
Château de Sandiás détruit par les irmandiños en 1467

Les révoltes d'Irmandiña (ou guerres d'Irmandiña) sont deux révoltes qui ont eu lieu au XVe siècle dans le royaume de Galice contre les tentatives de la noblesse régionale de maintenir leurs droits sur la paysannerie et la bourgeoisie. Ces révoltes faisaient également partie d'un phénomène plus vaste des révoltes populaires de la fin de l'Europe médiévale, provoquées par les crises économiques et démographiques générales survenues en Europe aux XIVe et XVe siècles. Des rébellions similaires ont éclaté à la même époque dans les royaumes hispaniques, notamment en Catalogne et dans les îles Baléares 

## Contexte
Bien que réuni à la couronne de Castille avec l'union dynastique des royaumes de León et de Castille en 1037, le royaume de Galice a conservé de par son histoire et sa géographie excentrée une autonomie forte dont profite essentiellement la noblesse locale. Il est caractérisé par une économie fortement dépendante de l'agriculture et une société organisée par un pouvoir féodal fort des seigneurs laïques et ecclésiastiques. En outre, la Galice a été isolée du reste du royaume en raison de son territoire montagneux et de sa situation géographique, situation qui a été renforcée politiquement par la noblesse galicienne. Ces seigneurs - les Osorios à Monforte de Lemos et Sarria, les Andrade à Pontedeume et les Moscosos à Vimianzo, entre autres - détenaient un pouvoir excessif, avec lequel ils abusaient la population rurale. Ce ressentiment a déclenché deux soulèvements: l'Irmandade Fusquenlla (la Fraternité Fusquenlla) de 1431 à 1435 et la Grande Guerra Irmandiña de 1467 à 1469. Bien qu’ils aient finalement échoué, ils ont jeté les bases de l’incorporation de la Galice au contrôle administratif direct de la couronne espagnole qui commençait à dominer avec les Rois catholiques.

## Première révolte
En 1431 se forme une première Fraternité (la Irmandade Fusquenlha) qui se révolte devant la tyrannie de Nuno Freire, seigneur d'Andrade dit le mauvais. Les troupes rebelles sont menées par un hobereau de La Corogne, Roi Xordo. La révolte a éclaté à Pontedeume et à Betanzos et s'est étendue aux évêchés de Lugo, Mondoñedo et Saint-Jacques-de-Compostelle. La rébellion est matée dès 1435 et Roi Xordo est exécuté en représailles.

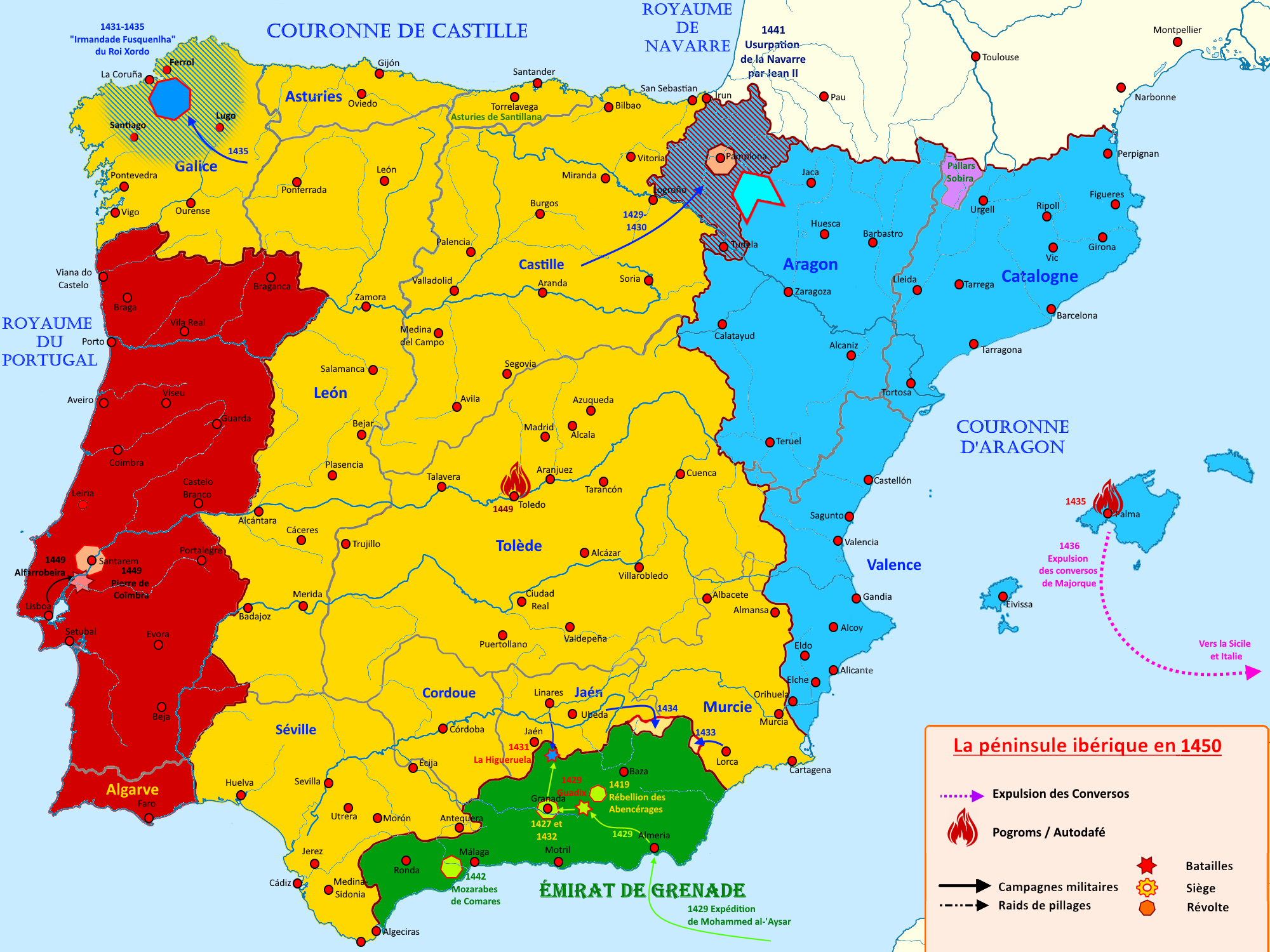
Première révolte d'Irmandiña

## Seconde révolte
La Grande Guerre d'Irmandiña a éclaté en 1467, mais la formation d'une fraternité générale (irmandade xeral) a été entamée quelques années auparavant par Alonso de Lanzós avec le soutien du roi de Castille Henri IV et celui des conseils municipaux de La Corogne, Betanzos, Ferrol, Lugo. Pendant la guerre, les conseils municipaux sont devenus les principaux acteurs, conférant au conflit les caractéristiques d'une véritable guerre civile, plutôt qu'une révolte populaire comme cela s'était produit trois décennies plus tôt.
Plusieurs années de mauvaises récoltes et la peste endémique ont provoqué au début la révolte populaire. Selon le témoignage des procès ultérieurs, les Irmandiños auraient compté 80 000 hommes. Plusieurs classes sociales ont participé à l'organisation et à la direction de la rébellion: paysans, citadins, nobles de petite extraction et même certains membres du clergé (certains dans la hiérarchie de l'église soutenaient financièrement les Irmandiños). Les têtes de la révolte étaient composées d'hidalgos : Pedro de Osório dirigeait les armées dans le centre de la Galice, en particulier dans la région de Compostelle ; Alonso de Lanzós dirigea la guerre dans le nord de la Galice et Diego de Lemos dans le sud de la province de Lugo et au nord de la province d'Ourense. La prévention à l'encontre de la haute noblesse dans la Galice médiévale, décrivant les grands seigneurs comme des malfaiteurs, a rendu possible la guerre d'Irmandiño .
Les nobles, qui possédaient des châteaux et des forts, ainsi que les chefs des principales églises et monastères, étaient opposés aux Irmandiños. Les Irmandiños ont détruit environ 130 châteaux et forts au cours des deux années de guerre. Les familles Lemos, Andrade et Moscoso étaient les principales cibles des rebelles, mais celles-ci ont épargné les autorités ecclésiastiques. Au début de la guerre, la noblesse se réfugia au Portugal ou en Castille, mais en 1469, Pedro Madruga commença une contre-offensive  à partir du Portugal avec le soutien d'autres nobles, des rois de Castille et du Portugal et des forces armées de l'archevêque de Santiago de Compostelle. L’armée de nobles, qui dispose de meilleurs encadrements et équipements, tels que les modernes arquebuses, profite des divisions au sein du mouvement Irmandiño pour les vaincre. Les chefs de la rébellion ont été arrêtés et exécutés.

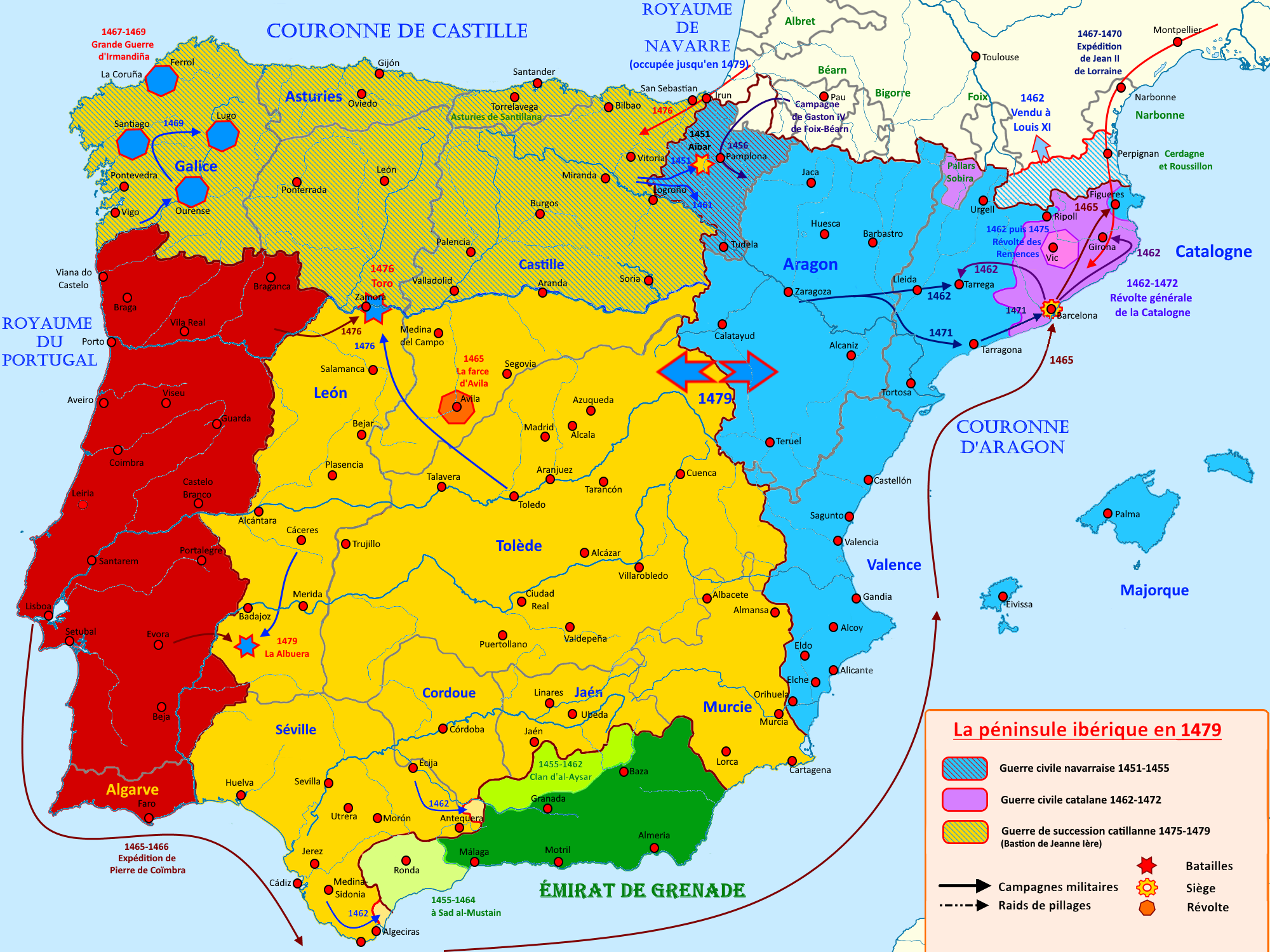
Seconde révolte d'Irmandiña

## Conséquences
Les révoltes d'Irmandiña ont ouvert la voie aux efforts de centralisation des rois catholiques deux décennies plus tard. Ils ont nommé un gouverneur-capitaine général et créé un audiencia pour le Royaume de Galice afin de retirer la justice aux seigneurs locaux et de la placer sous les auspices de la Couronne. Ils ont également ordonné qu'aucun des châteaux détruits par les Irmandiños ne soient reconstruits et que les monastères de Galice soient placés sous l'autorité de leurs ordres respectifs castillans. Les Rois Catholiques ont également éliminé ou neutralisé les puissants seigneurs. 
En particulier, il est possible que Pedro Madruga, qui est resté reconnaissant envers le roi du Portugal et ait donc La Bertranaxa dans ses efforts pour obtenir la couronne de Castille contre Isabella, ait été assassiné à l'instigation des rois catholiques en 1486. Un autre puissant seigneur, Pedro Pardo de Cela, a été exécuté et ses terres incorporées au domaine royal. Enfin, Ferdinand et Isabelle étendirent l'autorité de Santa Hermandad à la Galice et supprimèrent tout vestige de servage dans la région en 1480.

## Source
- (en) Cet article est partiellement ou en totalité issu de l’article de Wikipédia en anglais intitulé « Irmandiño revolts » (voir la liste des auteurs).